# Caio Cássio Longino (cônsul em 30)
Caio Cássio Longino (em latim: Gaius Cassius Longinus) foi um político e jurista romano da gente Cássia nomeado cônsul sufecto em 30 com Lúcio Névio Surdino.  Era filho de Lúcio Cássio Longino, cônsul sufecto em 11, e irmão de Lúcio Cássio Longino, a quem ele substituiu em 30.

## Carreira
Cássio, pupilo de Sabino, era o líder de uma escola de pensamento jurídico conhecido como "Sabinianos" ou "Cassianos". Suas obras principais fora os "Libri (commentarii) iuris civilis", em pelo menos dez volumes, da qual sobreviveram apenas citações em obras de autores posteriores como Javoleno. Ele foi pretor antes de seu consulado e procônsul da Ásia depois, entre 40 e 41. Entre 41 e 49, foi legado imperial da Síria. O imperador Nero o exilou para a Sardenha em 65 e só pôde voltar depois que Vespasiano assumiu.
Tácito incluiu um discurso de Cássio num debate que surgiu quando houve protestos em Roma depois 400 escravos inocentes foram condenados à morte por que seu mestre, o consular Lúcio Pedânio Segundo, havia sido assassinado por um escravo. É uma questão em aberto sobre o quanto este discurso reflete o que Cássio de fato disse e o quanto ele representa a visão do próprio Tácito, mas é pelo menos possível que Tácito tenha utilizado os registros oficiais do Senado pois a linha mestra do que está dito está em linha com o que se sabe sobre Cássio. No discurso, Cássio concede que a execução dos escravos seria injusta, concede que ela viola os direitos de interesses privados (dos donos dos escravos), mas justifica a condenação com base no bem público.

## Família
Longino casou-se com Júnia Lépida, uma trineta de Augusto, e eles tiveram pelo menos uma filha, Cássia Longina. Ela se casou com Cneu Domício Córbulo, cônsul sufecto em 39, e foi mãe de Domícia, que se casou com Lúcio Ânio Viniciano, e Domícia Longina, que se casou com o futuro imperador Domiciano e se tornou imperatriz da dinastia flaviana.